# Эстрада, Франсиско
Франсиско Эстрада Сото (исп. Francisco Estrada Soto, 12 февраля 1948, Навохоа, Сонора — 9 декабря 2019, Сьюдад-Обрегон, Сонора) — мексиканский бейсболист и тренер. Играл в Главной лиге бейсбола на позиции кэтчера в клубе «Нью-Йорк Метс». Трёхкратный чемпион Мексиканской бейсбольной лиги. В 2006 году руководил сборной Мексики в играх Мировой бейсбольной классики. Член Зала славы мексиканского профессионального бейсбола и Зала славы карибского бейсбола.

## Биография

### Ранние годы
Франсиско Эстрада Сото родился 12 февраля 1948 года в Навохоа. Он был третьим из восьми детей в семье Франсиско Эстрады Мартинеса и Паулы Сото Лей. Они жили недалеко от стадиона, на котором играла местная команда «Майос». Двенадцатилетний Франсиско собирал мячи, вылетавшие за его пределы, и продавал их по пять песо за штуку. Когда ему исполнилось шестнадцать лет, Эстрада-младший попал в поле зрения скаута клуба «Дьяблос Рохос дель Мехико». Сначала отец бейсболиста был против подписания контракта, но вмешательство главного тренера Томаса Эрреры убедило главу семейства.

### Игровая карьера
Подписав контракт, Эстрада начал выступления за фарм-клуб столичной команды «Сан-Луис Потоси». Борьбу за место в основном составе он выиграл у двенадцати других кэтчеров. Там он провёл два сезона, также выходя на поле на месте аутфилдера. Зимой, в период межсезонья, Франсиско играл за команду Навохоа. В 1966 году он перешёл в основную команду Дьяблос Рохос дель Мехико, где провёл следующие пять сезонов. В 1968 году Эстрада стал чемпионом Мексиканской лиги. С точки зрения статистики, лучшим для него стал сезон 1970 года, в котором Франсиско отбивал с показателем 30,3 %, выбил 11 триплов и 18 хоум-ранов.
Тридцатого ноября 1970 года Эстрада перешёл в команду ААА-лиги «Тайдуотер Тайдс», входившую в систему клуба Главной лиги бейсбола «Нью-Йорк Метс». В обратном направлении проследовал кэтчер Орландо Макфарлейн, также была выплачена денежная компенсация. Весной 1971 года, кроме участия в предсезонных сборах, Франсиско вместе с другими испаноязычными игроками системы «Метс» посещал курсы английского. Из-за проблем с коммуникацией Эстрада на неделю опоздал к началу сборов. 
Почти весь сезон 1971 года он провёл в составах «Тайдс» и «Мемфис Блюз». В конце регулярного чемпионата Франсиско получил вызов в основной состав «Метс» и 14 сентября единственный раз вышел на поле в Главной лиге бейсбола. Эстрада стал первым мексиканским кэтчером, сыгравшим в лиге. В декабре он вместе с Ноланом Райаном, Лероем Стэнтоном и Доном Роузом был обменян в «Калифорнию Энджелс» на Джима Фрегози.
На высшем уровне Эстрада больше не выступал. Сезон 1972 года он начал в ААА-лиге в составе «Солт-Лейк-Сити Энджелс». Двадцать девятого мая его обменяли в «Балтимор Ориолс» и оставшуюся часть чемпионата Франсиско провёл за фарм-клуб «Рочестер Ред Уингз». В октябре «Ориолс» обменяли Эстраду в «Чикаго Кабс». В 1973 году он сыграл две игры в ААА-лиге за «Уичито Аэрос» и 67 игр уровнем ниже за «Мидленд Кабс».
Оставшуюся часть своей игровой карьеры Франсиско провёл в Мексике. С 1974 по 1980 год он играл за «Анхелес де Пуэбла», выиграв свой второй титул лиги в сезоне 1979. В составе «Пиратас де Кампече» Эстрада выступал с 1981 по 1983 год. В последний сезон в команде он был играющим главным тренером и привёл команду к чемпионству. Ещё один титул он выиграл с командой «Бравос де Леон» в 1990 году.
Эстрада завершил выступления после окончания сезона 1994 года. В летней Мексиканской лиге он сыграл 2 145 матчей, в которых выбил 2 089 хитов, 84 хоум-рана и набрал 923 RBI. Ещё 1 538 матчей Франсиско сыграл за команды зимней лиги. За свои достижения в 2000 году он был включён в Зал славы профессионального мексиканского бейсбола, в 2013 году — в Зал славы карибского бейсбола. Номер 25, под которым Франсиско выступал за «Пиратас де Кампече», выведен из обращения в 1989 году.

### Тренерская карьера
Свою тренерскую карьеру Франсиско Эстрада начал в 1995 году в «Анхелес де Пуэбла», следующие три сезона провёл во главе «Кинтана-Роо Лангостерос». Затем он работал в «Леонес де Юкатан» и «Пиратас де Кампече», приведя последних к чемпионству в сезоне 2004. В 2008 году Эстрада одержал свою 1 500 победу в лиге в качестве тренера, став вторым специалистом в истории, добившимся такого результата. Более серьёзных успехов он достиг в зимней лиге, выиграв шесть чемпионатов с «Томатерос де Кульякан» и один с «Агилас де Мешикали». В 1996 и 2002 годах Франсиско привёл «Томатерос» к победе в Карибской серии — главном клубном турнире стран Карибского бассейна.
В 2006 году Эстрада был назначен главным тренером сборной Мексики на игры Мировой бейсбольной классики. На турнире команда вышла во второй этап, где сенсационно обыграла сборную США и заняла итоговое шестое место. В дальнейшем он вернулся к работе с клубными командами и занимался этим до конца 2019 года. 
В ноябре 2019 года Франсиско Эстрада был госпитализирован после перенесённого сердечного приступа. После операции его ввели в состояние искусственной комы. Девятого декабря 2019 года Эстрада скончался. 